# Лоренцо Рикельмі
Лоре́нцо Рике́льмі (італ. Lorenzo Richelmy; 25 березня 1990, Ла-Спеція, Лігурія, Італія) — італійський актор.

## Життєпис
Лоренцо Рикельмі народився 25 березня 1990 року в місті Ла-Спеція в родині театральних акторів. У 1994 році, коли Лоренцо були чотири роки, він разом із сім'єю переїхав до Рима, де пройшла його юність і де він закінчив середню школу Іоанна Павла II (італ. Istituto Giovanni Paolo II). Перший досвід акторської роботи Лоренцо був у вісім років, коли він зіграв роль у виставі «Il Gran Sasso strizza l'occhio al Frejus» режисера Італо Спінеллі. Потім, два сезони (1999—2000) виконував роль головного героя в постановці «Дядько Маріо» (італ. Zio Mario) режисера Маріо Проспері в Політехнічному Театрі Рима (італ. Teatro Politecnico di Roma).
У 2002 році Лоренцо зіграв роль сина Рокко Папалео та Єлени Софії Річчі у виставі «Недільний обід» (італ. Il pranzo della domenica) режисера Карло Ванзинаса. У 2007 році він був обраний директором з кастингу Даріо Черуті на роль Чезаре Скіфані в міні-серіалі «Середня школа» режисера Лучо Пеллегріні.
У 2008 Лоренцо Рикельмі отримав премію «Висхідна європейська особистість», засновану Міністерством туризму. У 2009 році наприкінці зйомок другого сезону «Середньої школа», Лоренцо був прийнятий як один з наймолодших студентів до національної кіношколи — Експериментального кіноцентру в Римі, який і закінчив через три роки. Впродовж трьох років навчання в Центрі Лоренцо Рикельмі взяв участь у зйомках численних короткометражних фільмів і п'єс, а також вебсеріалу «Аліса не знає» режисера Алессандро Гуїдо. У 2010 році з короткометражним фільмом «Стрілянина в порожнечу» («Tiro a vuoto») Роберто Заззара, отримав нагороду за найкращу чоловічу роль на FigariFilmFest. У 2011 знявся у головній ролі у фільмі «100 метрів від раю» Раффаеле Верзілло.
У 2014 році Рикельмі зіграв роль Нікколо Піччоні у фільмі Карло Вердоне «Під щасливою зіркою». У тому ж році актор зіграв головну роль в історико-біографічного серіалі «Марко Поло», створеному на основі книги легендарного мандрівника. Персонаж Лоренцо Рикельмі, син венеціанського купця, таємно пробравшись на корабель, що слідував до Китаю, опиняється при дворі монгольського правителя Кублай-хана та стає одним з найвірніших його підданих.
У 2017 році Лоренцо Рикельмі знявся в ролі агента Борґі у франко-німецько-італійському кримінальному трилері «Дівчина в тумані» за однойменним бестселером Донато Каррізі, головні ролі в якому виконали Тоні Сервілло та Жан Рено.

## Фільмографія
| Рік       |    | Українська назва       | Оригінальна назва            | Роль             |
| --------- | -- | ---------------------- | ---------------------------- | ---------------- |
| 2008      | с  | Середня школа          | I liceali                    | Чезаре Скіфані   |
| 2010      | кф | Стрілянина в порожнечу | Tiro a vuoto                 | Іван             |
| 2013      | с  | Борджіа                | Borgia                       | Сидоній Ґримані  |
| 2012      | ф  | 100 метрів від раю     | 100 metri dal paradiso       | Томмазо          |
| 2012      | с  | Одруження              | Sposami                      | Даніло           |
| 2012      | ф  | Жирний кіт             | Fat Cat                      | Бурро            |
| 2013      | ф  | Земля та вітер         | La terra e il vento          | Леонардо         |
| 2013      | ф  | Утретє                 | Il terzo tempo               | Самуель          |
| 2014      | ф  | Під щасливою зіркою    | Sotto una buona stella       | Нікколо Піччоні  |
| 2014      | тф | Феррарі для двох       | Una Ferrari per due          |                  |
| 2014—2016 | с  | Марко Поло             | Marco Polo                   | Марко Поло       |
| 2014      | кф | Нокаут                 | Knockout                     | Лоренцо          |
| 2015      | ф  | Пиха                   | Hybris                       | Фабіо            |
| 2015      | тф | Марко Поло: Сотня очей | Marco Polo: One Hundred Eyes | Марко Поло       |
| 2017      | ф  | Особисте питання       | Una questione privata        | Джорджо          |
| 2017      | ф  | Дівчина в тумані       | La ragazza nella nebbia      | агент Борґі      |
| 2018      | ф  | Безрозсудне життя      | Una vita spericolata         | Роберто          |
| 2021      | ф  | Щоденники вбивці       | Diario di spezie             | Люка Тревісан    |
| 2023      | с  | П'ятнадцять-нуль       | Fifteen-Love                 | Джанлука Барзагі |

## Визнання
| Нагороди та номінації Лоренцо Рикельмы            | Нагороди та номінації Лоренцо Рикельмы | Нагороди та номінації Лоренцо Рикельмы | Нагороди та номінації Лоренцо Рикельмы |
| Рік                                               | Категорія                              | Фільм                                  | Результат                              |
| ------------------------------------------------- | -------------------------------------- | -------------------------------------- | -------------------------------------- |
| Італійський національний синдикат кіножурналістів |                                        |                                        |                                        |
| 2014                                              | Найкращий                              | Утретє / Під щасливою зіркою           | Перемога                               |